# Bytjärnen (Segersta socken, Hälsingland)
Bytjärnen är en sjö i Bollnäs kommun i Hälsingland och ingår i Ljusnans huvudavrinningsområde. Sjön är 3,8 meter djup, har en yta på 0,023 kvadratkilometer och är belägen 84 meter över havet.